# Gonocarpus serpyllifolius
Gonocarpus serpyllifolius är en slingeväxtart som beskrevs av J. D. Hook.. Gonocarpus serpyllifolius ingår i släktet Gonocarpus och familjen slingeväxter. Inga underarter finns listade i Catalogue of Life.